# IC 3690
</tr 
IC 3690 је спирална галаксија у сазвјежђу Дјевица која се налази на листи објеката дубоког неба у Индекс каталогу.
Деклинација објекта је + 10° 21' 28" а ректасцензија 12h 42m 49,2s. Привидна величина (магнитуда) објекта IC 3690 износи 14,3 а фотографска магнитуда 15,1. Налази се на удаљености од 136</tr милиона парсека од Сунца. IC 3690 је још познат и под ознакама UGC 7879, CGCG 71-4, VCC 1940, IRAS 12402+1037, PGC 42732.